# Kim tự tháp Senusret I
Kim tự tháp Senusret I, hay "Senusret trông thấy hai vùng đất", là nơi chôn cất pharaon thứ nhì của Vương triều thứ 12, Senusret I. Cũng như cha mình, pharaon Amenemhat I, Senusret đã chọn Lisht là nơi an nghỉ cuối cùng, và nằm ở phía nam kim tự tháp Amenemhat I.
Kim tự tháp không còn giữ được hình dạng của nó như lúc ban đầu, chiều cao của nó là 61,25 mét, các cạnh dài 105 mét và độ dốc là 49°24'. Kim tự tháp Senusret đã sử dụng một phương pháp xây dựng chưa từng thấy ở những kim tự tháp khác tại Ai Cập; 4 bức tường được xây bằng những khối đá thô làm giảm kích thước của chúng. Phương pháp mới này đã đem lại sự vững chắc cho kim tự tháp của ông.

## Lịch sử khảo cổ
Gaston Maspero đã thăm kim tự tháp này vào năm 1882 và đã xác định được chủ nhân của kim tự tháp thông qua những văn tự trên những vật thể khác nhau. Ngôi mộ kim tự tháp của Senusret I đã bị đột nhập từ thời cổ đại, và Maspero đã men theo đường hầm mà chúng đã đào để đi vào bên trong. Tại đây, ông phát hiện nhiều vật dụng được tùy táng theo nhà vua.
Gustave Jequier sau đó đã tái nghiên cứu kim tự tháp một lần nữa vào khoảng năm 1894 - 1895. Một nhóm các nhà nghiên cứu đến từ Viện bảo tàng Mỹ thuật Metropolitan đã tiếp tục công việc này trong khoảng năm 1906 - 1943. Cuối cùng là Diete Arnold, người đã cho khai quật kim tự tháp vào khoảng 1984 - 1987. Nhiều dấu tích của những công trình trong khu phức hợp lần lượt được phát hiện.

## Phức hợp

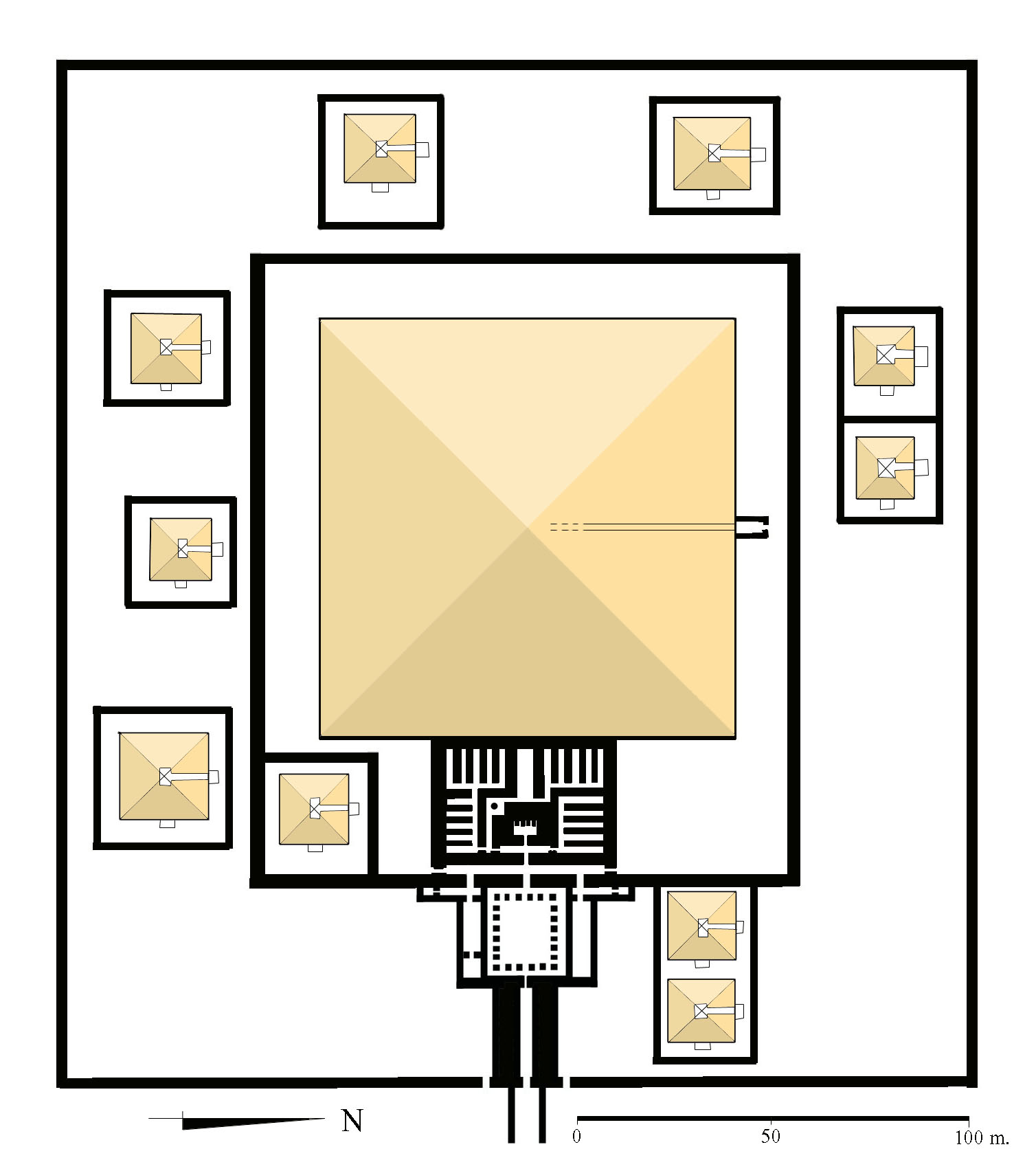
Sơ đồ khu phức hợp của Senusret I, xung quanh là 9 kim tự tháp con

Ngôi đền thung lũng của Senusret I đã bị chôn vùi dưới cát nên không thể xác định được vị trí chính xác của nó. Một đường đắp cao nối dài từ đền thung lũng đến đền thờ trong phức hợp. Một dòng chữ chỉ ra rằng nó được xây dựng lần đầu tiên vào năm thứ 22 của Senusret I. Con đường này sau đó được xây dựng lại, thêm vào đó một mái che và nhiều khối đá vôi.
Cứ cách khoảng hơn 4,5 mét trên con đường này là một bức tượng lớn của Senusret trong hình hài của thần chết Osiris được đặt ở đó, vương miện đại diện cho 2 vùng Thượng - Hạ Ai Cập được đội xen kẽ trên các pho tượng. 8 trong số những bức tượng này vẫn còn nguyên vẹn và được lưu giữ tại 2 địa điểm: Bảo tàng Cairo và Bảo tàng Metropolitan.
Một cánh cửa ở gần cuối con đường dẫn đến nơi ở của các tư tế. Dọc hai bên đường đắp cao là bức tường bằng gạch bùn, tạo nên một hành lang phụ. Con đường đắp cao này nối với một hành lang có mái vòm dẫn đến một khoảng sân, bên trong có một bệ thờ hình vuông. Sân được lát đá vôi với 24 cột đá để đỡ mái và có một hệ thống thoát nước mưa, dọc hai bên là những phòng kho.
Có một khoảng sân lớn khác nằm ở phía bắc con đường đắp cao, nằm tách biệt ở bên ngoài đền thờ. Đây là nơi để các tư tế tẩy uế thân mình trước khi hành lễ, bên trong sân này có một hồ tắm với một cái ống dẫn nước bằng sứ.
Sân trong lại dẫn tới một nhà nguyện với 5 hốc được khoét trên tường để đặt các pho tượng. Tại đây người ta tìm thấy phần đế gắn liền với một phần chân tượng của nhà vua. Từ nhà nguyện, một hành lang sẽ đưa tới phòng dâng lễ vật cho Senusret. Căn phòng này có dựng một cây cột đá, mang hình dáng của cây cói. Một cánh cửa giả ở phía tây giáp với kim tự tháp chính, trước đó đặt một bàn thờ.
Lối vào kim tự tháp nằm ở phía bắc, được nối với một nhà nguyện nhỏ. Bên trong nhà nguyện này là một tấm bia của nhà vua cùng với một bàn đá. Miệng máng xối của nhà nguyện mang hình dáng một con sư tử, dùng để dẫn nước mưa ra khỏi mái nhà. Phần hành lang gần cửa vào kim tự tháp được lát đá vôi, phần còn lại được lát bằng đá granite. Thật không may, căn phòng này đã bị nhấn chìm trong nước (tương tự đối với phòng mộ của kim tự tháp Amenemhat I). Các nhà khảo cổ cũng không bao giờ có thể đặt chân vào được bên đó.
Phía đông nam kim tự tháp chính là một kim tự tháp vệ tinh, hiện đã sụp đổ hoàn toàn. Arnold nghĩ rằng, có thể bức tượng linh hồn ka và hộp đựng bình chứa nội tạng nằm ở bên dưới kim tự tháp này. Maspero đã tìm được một số vật dụng khi đi xuống hầm mộ bằng con đường của những tên trộm: nhiều rương gỗ, những cái hũ bằng thạch cao, vỏ dao găm bằng vàng và những mảnh vỡ của bình nội tạng.

## Kim tự tháp con
Kim tự tháp chính và vệ tinh của Senusret được bao quanh bởi một bức tường, tách biệt với khu đền thờ. Một bức tường khác lớn bọc lấy cả khu phức hợp này. Có 9 kim tự tháp con khác (không tính kim tự tháp vệ tinh của Senusret) nằm giữa 2 bờ tường, thuộc về những thành viên trong hoàng gia của ông. Vài kim tự tháp trong số này có chứa các cỗ quan tài bằng đá và một số ít các vật dụng khác, nhưng không có dấu hiệu nào cho thấy chủ nhân của chúng được chôn tại đây.

## Hình ảnh
- Senusret I đội vương miện Hạ Ai Cập
- Senusret I đội vương miện Thượng Ai Cập
- Tượng ngồi của Senusret I